# Russ Morgan
Russ Morgan (Scranton (Pennsylvania), 29 april 1904 – Las Vegas (Nevada), 7 augustus 1969) was een Amerikaanse muzikant (piano, trombone), componist en orkestleider.

## Biografie
De vader van Morgan was mijnwerker in Pennsylvania en kwam oorspronkelijk uit Wales. Hij speelde in zijn vrije tijd drums in een band. Zijn moeder was pianiste bij een vaudeville-show voordat ze trouwde. Morgan werkte ook in de mijn om het gezin te ontlasten. Hij speelde ook piano op 14-jarige leeftijd in een theater. In 1921 speelde hij trombone met de Scranton Sirens, een populaire lokale band waarin ook Tommy Dorsey en Jimmy Dorsey hadden gespeeld. In 1922 ging hij naar New York, werkte als arrangeur voor onder meer John Philip Sousa en toerde halverwege de jaren 1920 met het orkest van Paul Specht door Europa. Na zijn terugkeer was hij bandleider voor Jean Goldkette in Detroit (Michigan), waar hij ook de gebroeders Dorsey en muzikanten als Joe Venuti, Eddie Lang en Bix Beiderbecke ontmoette. In 1935 nam hij als pianist op met Joe Venuti en als trombonist bij de Original Dixieland Jazz Band. Hij arrangeerde kort voor Fletcher Henderson in 1934.Hij had veel succes als muziekregisseur van het radiostation WXYZ in Detroit, waar hij de populaire show Music in the Morgan Manner presenteerde.
Na een auto-ongeluk dat zijn carrière bijna beëindigde, verhuisde hij terug naar New York, waar hij Broadway-shows arrangeerde en trombone en piano speelde in orkesten, zoals die van Freddy Martin. Daar ontwikkelde hij ook zijn wah-wah-geluid tijdens het spelen van de trombone. Hij werkte ook al vroeg voor Brunswick Records. Na aanmoediging van entertainer Rudy Vallée richtte hij zijn eigen orkest op (met dat van Martin als voorbeeld), dat speelde in het Biltmore Hotel. Ze hadden landelijke afspraken met hotels en Morgan was ook de muzikaal leider van verschillende radioshows voor NBC en CBS. In 1944 was hij een van de componisten van You're Nobody til Somebody Loves You (met Larry Stock, James Cavanaugh) en zijn band was de eerste die hem opnam.
In 1949 had hij successen bij Decca Records met So Tired, Cruising Down the River, Sunflower, Forever and Ever en Dogface Soldier Chart (de laatste voor een film van Audie Murphy). Zijn dansband was ook succesvol in de jaren 1950. Op dat moment speelden ook zijn zonen Jack (trombone), die de band overnam na de dood van zijn vader in 1969, en David (gitaar) in de band. Van 1965 tot 1977 had de band een verbintenis in het Dunes Hotel in Las Vegas. De band bestaat nog steeds. In 1937 won hij de DownBeat Poll als trombonist in de Sweet Music-divisie (toen ironisch genoeg corn genoemd in het jazzmagazine). Morgan heeft een ster op de Hollywood Walk of Fame.

## Overlijden
Russ Morgan overleed in augustus 1969 op 65-jarige leeftijd.
- Bibsys: 5089251
- Biblioteca Nacional de España: XX937453
- Bibliothèque nationale de France: cb138977113 (data)
- Gemeinsame Normdatei: 123768926
- International Standard Name Identifier: 0000 0000 6303 5754
- Library of Congress Control Number: n82078481
- Nationale Bibliotheek van Letland: 000084816
- MusicBrainz: e9ef278b-740e-440e-97a7-7039ec589feb
- Nationale Bibliotheek van Tsjechië: ola2002157559
- Nationale bibliotheek van Australië: 36011294
- Réseau des bibliothèques de Suisse occidentale: 02-A022761560
- Trove: 1184610
- Virtual International Authority File: 22328224
- WorldCat: E39PBJjMBMmjtqbQK4BRykPG73